# Inamoto Junichi
Inamoto Junichi (稲本 潤一  sinh ngày 18 tháng 9 năm 1979) là một cựu cầu thủ bóng đá người Nhật Bản từng thi đấu ở vị trí tiền vệ.

## Thống kê sự nghiệp
| Đội tuyển bóng đá Nhật Bản | Đội tuyển bóng đá Nhật Bản | Đội tuyển bóng đá Nhật Bản |
| Năm                        | Trận                       | Bàn                        |
| -------------------------- | -------------------------- | -------------------------- |
| 2000                       | 14                         | 0                          |
| 2001                       | 11                         | 1                          |
| 2002                       | 10                         | 2                          |
| 2003                       | 10                         | 1                          |
| 2004                       | 6                          | 0                          |
| 2005                       | 10                         | 0                          |
| 2006                       | 4                          | 0                          |
| 2007                       | 3                          | 0                          |
| 2008                       | 2                          | 0                          |
| 2009                       | 4                          | 1                          |
| 2010                       | 8                          | 0                          |
| Tổng cộng                  | 82                         | 5                          |